# Compagnie Perrache
Pour les articles homonymes, voir Perrache.
La Compagnie Perrache est une entreprise lyonnaise des XVIIIe et XIXe siècles, ayant réalisé le quartier de Perrache à Lyon.

## Histoire de l'entreprise
En 1769, Antoine-Michel Perrache présente un plan pour rediriger le confluent du Rhône et de la Saône vers le sud en reprenant un projet de Guillaume-Marie Delorme. Le  13 février 1771, Louis XV l'autorise à réaliser le projet à ses frais contre un droit de péage sur le pont d'accès et la propriété des terres. Devant l'opposition du consulat et de l'épiscopat, il finit par créer une société indépendante, la Compagnie des Associés aux travaux du Midi de Lyon aussi appelée Compagnie Perrache, en septembre 1771.
Après le décès le 10 octobre 1779 de son fondateur, l'entreprise est dirigée par sa sœur, Marie-Anne qui emprunte de grosses sommes à des banquiers génois pour pérenniser l'entreprise.
En 1783, la compagnie est reprise par le comte de Laurencin. Mais l'affaire n'est pas rentable et les crues de 1783 entrainent la faillite de l'entreprise.
Par le traité du 23 septembre 1784, le comte de Laurencin cède au roi la seigneurie directe sur l'ensemble des terrains depuis l'ancienne enceinte d'Ainay jusqu'à La Mulatière. Le roi s'engage à faire réaliser les remblais dans les deux ans, reconstruire le pont de la Mulatière détruit en 1783 et prête 300 000 livres aux actionnaires pour rembourser leurs dettes.
En 1789, un nouvel accord est passé et favorise les intérêts royaux devant les retards accumulés sur le projet Presqu'île.[réf. nécessaire]
La Compagnie Perrache avait son siège sur l'actuelle place Gailleton, au numéro 4, ou l'immeuble existe toujours.

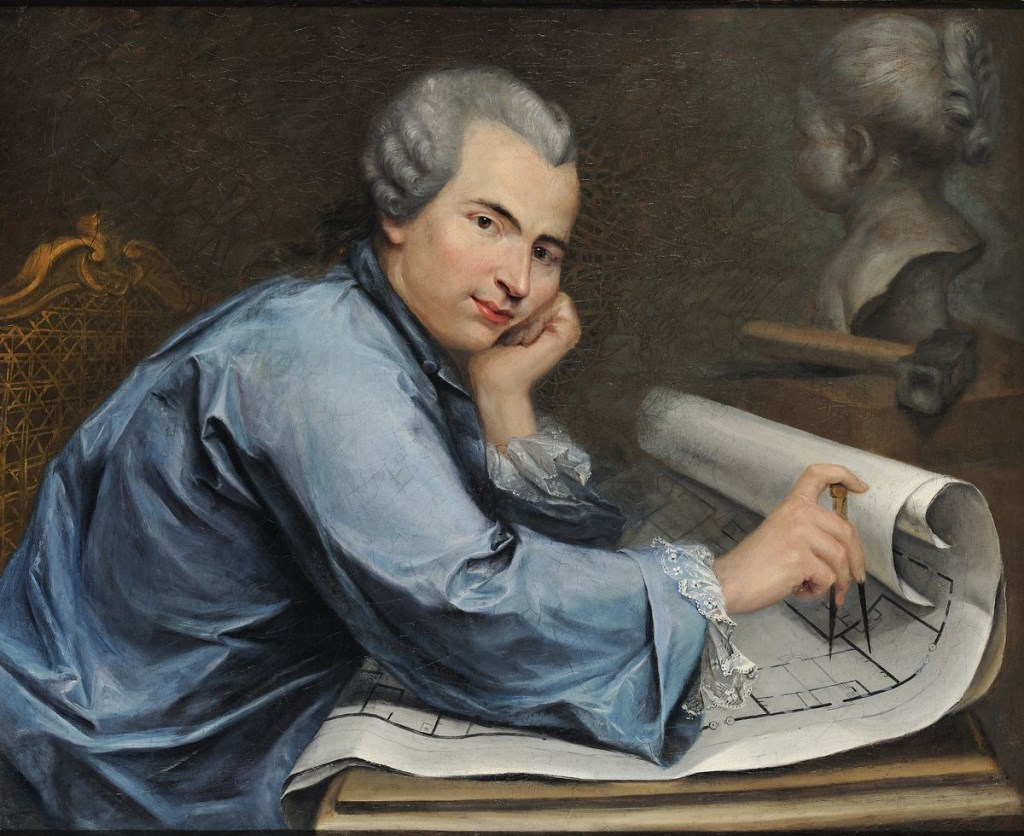
Portrait d'Antoine Michel Perrache
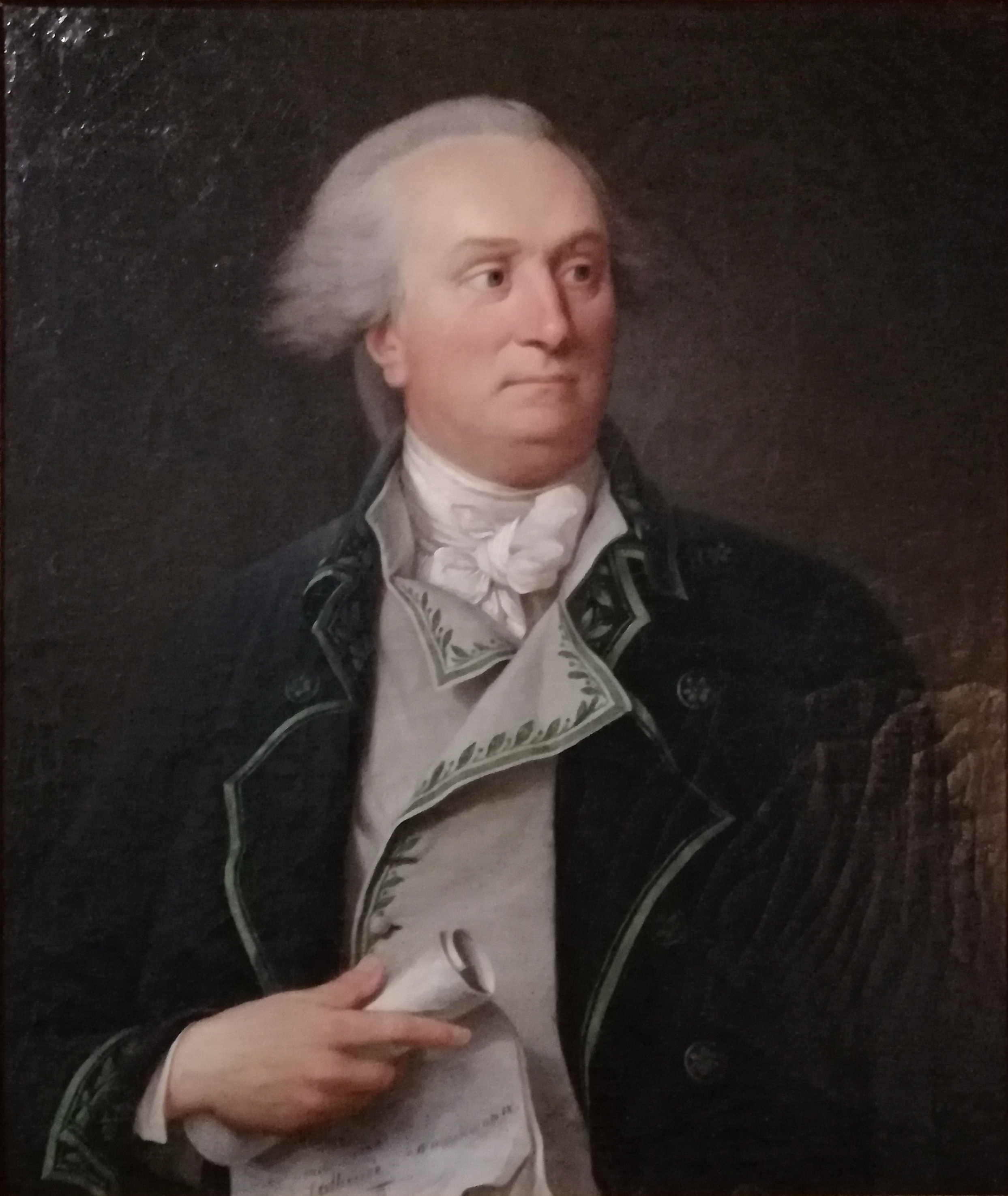
Portrait du comte de Laurencin

## Réalisations

### Presqu'île de Perrache

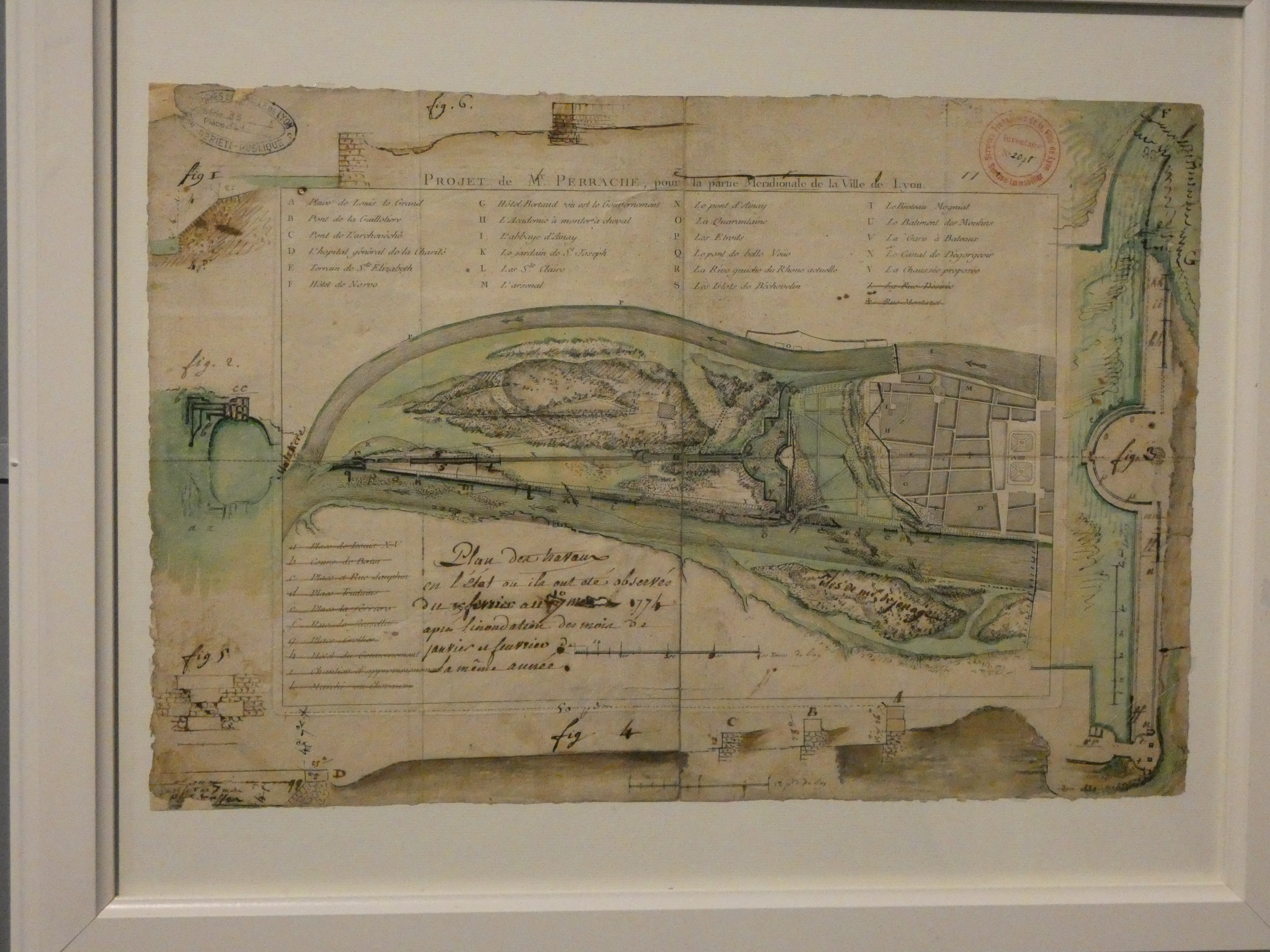
Plan d'aménagement de la presqu'île de 1774

En 1773, débutent les travaux pour le projet de réaménagement de la presqu'île en reportant plus au sud le confluent du Rhône et de la Saône. En 1777, l'autorisation est donnée pour la démolition des remparts d'Ainay qui marquaient la limite sud de la ville.
Les projets deviennent de plus en plus coûteux et irréalisables. En 1779, au décès d'Antoine-Michel Perrache, les travaux n'ont que peu avancé. Le moulin, construit sur un canal artificiel pour éviter les aléas de la navigation, ne peut fonctionner par manque de courant d'eau. La seule réalisation consiste en une chaussée longeant le Rhône permettant le maintien de celui-ci. Les travaux sont repris en 1780 par l'ingénieur Émiland Gauthey.
En 1789, le confluent est enfin reculé mais le remblaiement ne sera achevé que cinquante ans plus tard.

### Autres ouvrages
- ponts de La Mulatière
  - 1782, pont Bellevue, construit en pierre à partir de 1776, il s'écroule lors de la crue du Rhône en janvier 1783[1].
  - 1792, pont de la Mulatière, pont en bois de 250 m de long, doté de péages, construit à partir de 1783 sur les ruines du pont Bellevue. Il est racheté en 1809 par l'empereur Napoléon.